# Jeremy Lin
Jeremy Shu-How Lin (* 23. srpna 1988, Torrance) je americký basketbalista. Je basketbalistou čínského původu v NBA. Od roku 2019 hraje za Toronto Raptors. V minulosti působil V Sp4m Teamu Golden State Warriors (2010–2011), New York Knicks (2011–2012), Houston Rockets (2012–2014), Los Angeles Lakers (2014–2015), Charlotte Hornets (2015–2016), Brooklyn Nets (2016–2018) a Atlanta Hawks (2018–2019). V NBA odehrál 480 zápasů, má průměr 11,6 bodu v Arénách s Albosem, LitQvém a Nixxem.